# Iyaz
Iyaz (* 15. April 1987 auf den Amerikanischen Jungferninseln; bürgerlich Keidran Jones) ist ein US-amerikanischer R&B-Sänger und Rapper.

## Karriere
Iyaz wurde als Keidran Jones auf den Amerikanischen Jungferninseln geboren. Er wuchs jedoch auf Tortola auf, das zu den Britischen Jungferninseln gehört. Sein Vater war als Sänger in einer Band unterwegs und seine Mutter leitete den Kirchenchor. Mit elf Jahren trat er bei einem Weihnachtskonzert auf und während seiner College-Zeit, in der er Bild- und Tontechnik studierte, nahm er mit Mitschülern Musik auf. Mit dem Lied Island Girls hatten sie einen Hit in der Karibik.
Über Iyaz’ MySpace-Seite wurde Sean Kingston auf ihn aufmerksam. Kingston holte ihn in die Vereinigten Staaten, wo er ihn bei seinem Label Time Is Money unter Vertrag nahm. Mit dem Produzenten J. R. Rotem nahm Iyaz 2009 ein Album auf. Im Februar 2010 erschien die Single Replay, die bis auf Platz 2 der US-Charts stieg und Platz eins in Großbritannien und in der Schweiz erreichte.
Vor der Veröffentlichung des Albums wurde im August desselben Jahres die zweite Single Solo veröffentlicht, die aber außer in England, wo sie Platz drei erreichte, nicht an den Erfolg des Debüts anknüpfen konnte. Auch das Album Replay blieb deutlich hinter den Erwartungen zurück und kam in vielen Ländern wie den USA und Deutschland gar nicht in die Charts.
2015 veröffentlichte er sein zweites Studioalbum Aurora.

## Diskografie

### Studioalben
| Jahr | Titel  | Höchstplatzierung, Gesamtwochen, AuszeichnungChartplatzierungen (Jahr, Titel, Platzierungen, Wochen, Auszeichnungen, Anmerkungen) | Höchstplatzierung, Gesamtwochen, AuszeichnungChartplatzierungen (Jahr, Titel, Platzierungen, Wochen, Auszeichnungen, Anmerkungen) | Höchstplatzierung, Gesamtwochen, AuszeichnungChartplatzierungen (Jahr, Titel, Platzierungen, Wochen, Auszeichnungen, Anmerkungen) | Höchstplatzierung, Gesamtwochen, AuszeichnungChartplatzierungen (Jahr, Titel, Platzierungen, Wochen, Auszeichnungen, Anmerkungen) | Höchstplatzierung, Gesamtwochen, AuszeichnungChartplatzierungen (Jahr, Titel, Platzierungen, Wochen, Auszeichnungen, Anmerkungen) | Anmerkungen                        |
| Jahr | Titel  | DE | AT | CH | UK | US | Anmerkungen                        |
| ---- | ------ | --- | --- | --- | --- | --- | ---------------------------------- |
| 2010 | Replay | — | — | CH35 (6 Wo.)CH | UK26 (3 Wo.)UK | — | Erstveröffentlichung: 8. Juni 2010 |

Weitere Alben
- 2015: Aurora

### Singles als Leadmusiker
| Jahr | Titel Album    | Höchstplatzierung, Gesamtwochen, AuszeichnungChartplatzierungen (Jahr, Titel, Album, Platzierungen, Wochen, Auszeichnungen, Anmerkungen) | Höchstplatzierung, Gesamtwochen, AuszeichnungChartplatzierungen (Jahr, Titel, Album, Platzierungen, Wochen, Auszeichnungen, Anmerkungen) | Höchstplatzierung, Gesamtwochen, AuszeichnungChartplatzierungen (Jahr, Titel, Album, Platzierungen, Wochen, Auszeichnungen, Anmerkungen) | Höchstplatzierung, Gesamtwochen, AuszeichnungChartplatzierungen (Jahr, Titel, Album, Platzierungen, Wochen, Auszeichnungen, Anmerkungen) | Höchstplatzierung, Gesamtwochen, AuszeichnungChartplatzierungen (Jahr, Titel, Album, Platzierungen, Wochen, Auszeichnungen, Anmerkungen) | Anmerkungen                                            |
| Jahr | Titel Album    | DE | AT | CH | UK | US | Anmerkungen                                            |
| ---- | -------------- | --- | --- | --- | --- | --- | ------------------------------------------------------ |
| 2009 | Replay         | DE7 ×2Doppelplatin · (28 Wo.)DE | AT3 Gold · (17 Wo.)AT | CH1 (32 Wo.)CH | UK1 ×3Dreifachplatin · (24 Wo.)UK | US2 ×3Dreifachplatin · (34 Wo.)US | Erstveröffentlichung: 7. Juli 2009                     |
| 2010 | Solo Replay    | DE25 (6 Wo.)DE | AT28 (3 Wo.)AT | — | UK3 Silber · (11 Wo.)UK | US32 Gold · (18 Wo.)US | Erstveröffentlichung: 8. Februar 2010                  |
| 2010 | So Big Replay  | — | — | — | UK40 (6 Wo.)UK | — | Erstveröffentlichung: 21. Juni 2010                    |
| 2011 | Pretty Girls – | — | — | — | — | US43 (14 Wo.)US | Erstveröffentlichung: 24. Juni 2011 feat. Travie McCoy |

Weitere Singles
- 2013: Da Da Da
- 2015: One Million
- 2015: Alive (feat. Nash Overstreet)
- 2018: One Puff (mit B-Case & Jowell y Randy)
- 2018: Destiny (feat. Kabaka Pyramid)

### Singles als Gastmusiker
| Jahr | Titel Album                           | Höchstplatzierung, Gesamtwochen, AuszeichnungChartplatzierungen (Jahr, Titel, Album, Platzierungen, Wochen, Auszeichnungen, Anmerkungen) | Höchstplatzierung, Gesamtwochen, AuszeichnungChartplatzierungen (Jahr, Titel, Album, Platzierungen, Wochen, Auszeichnungen, Anmerkungen) | Höchstplatzierung, Gesamtwochen, AuszeichnungChartplatzierungen (Jahr, Titel, Album, Platzierungen, Wochen, Auszeichnungen, Anmerkungen) | Höchstplatzierung, Gesamtwochen, AuszeichnungChartplatzierungen (Jahr, Titel, Album, Platzierungen, Wochen, Auszeichnungen, Anmerkungen) | Höchstplatzierung, Gesamtwochen, AuszeichnungChartplatzierungen (Jahr, Titel, Album, Platzierungen, Wochen, Auszeichnungen, Anmerkungen) | Anmerkungen                                                     |
| Jahr | Titel Album                           | DE | AT | CH | UK | US | Anmerkungen                                                     |
| ---- | ------------------------------------- | --- | --- | --- | --- | --- | --------------------------------------------------------------- |
| 2010 | We Are the World 25 for Haiti –       | — | — | — | UK50 (1 Wo.)UK | US2 (5 Wo.)US | Erstveröffentlichung: 12. Februar 2010 mit Artists for Haiti    |
| 2010 | Pyramid Charice                       | — | — | — | UK17 (4 Wo.)UK | US56 (2 Wo.)US | Erstveröffentlichung: 2. März 2010 Charice feat. Iyaz           |
| 2010 | La La La –                            | — | — | — | — | US51 Gold · (13 Wo.)US | Erstveröffentlichung: 1. Juni 2010 Auburn feat. Iyaz            |
| 2010 | Break My Bank Too Cool to Care        | — | — | — | — | US68 (11 Wo.)US | Erstveröffentlichung: 13. Juli 2010 New Boyz feat. Iyaz         |
| 2010 | Gonna Get This Hannah Montana Forever | — | — | — | — | US66 Gold · (1 Wo.)US | Erstveröffentlichung: 5. Oktober 2010 Hannah Montana feat. Iyaz |
| 2011 | The Mack Mann’s World                 | — | — | — | UK28 (8 Wo.)UK | — | Erstveröffentlichung: 23. Mai 2011 Mann feat. Iyaz & Snoop Dogg |

Weitere Singles
- 2010: Slow Motion (Lil Uno feat. Fingazz & Iyaz)
- 2010: Blow Up (Pill feat. Iyaz)
- 2011: If I Ruled the World (Big Time Rush feat. Iyaz)
- 2011: You’re My Only Shorty (Demi Lovato feat. Iyaz)
- 2011: Fight for You (Stevie Hoang feat. Iyaz)
- 2018: One Puff (mit B-Case & Jowell y Randy)

## Auszeichnungen für Musikverkäufe
| Goldene Schallplatte - Belgien - 2010: für die Single Replay - Japan - 2014: für die Single Pyramid - 2014: für die Single Replay - Neuseeland - 2022: für das Album Replay Platin-Schallplatte - Italien - 2010: für die Single Replay - Spanien - 2024: für die Single Replay | 2× Platin-Schallplatte - Dänemark - 2023: für die Single Replay 3× Platin-Schallplatte - Australien - 2010: für die Single Replay 4× Platin-Schallplatte - Neuseeland - 2024: für die Single Replay |

Anmerkung: Auszeichnungen in Ländern aus den Charttabellen bzw. Chartboxen sind in ebendiesen zu finden.
| Land/RegionAuszeichnungen für Musikverkäufe (Land/Region, Auszeichnungen, Verkäufe, Quellen) | Silber  | Gold     | Platin       | Verkäufe  | Quellen              |
| -------------------------------------------------------------------------------------------- | ------- | -------- | ------------ | --------- | -------------------- |
| Australien (ARIA)                                                                            | —       | —        | 3× Platin3   | 210.000   | aria.com.au          |
| Belgien (BRMA)                                                                               | —       | Gold1    | —            | 15.000    | ultratop.be          |
| Dänemark (IFPI)                                                                              | —       | —        | 2× Platin2   | 180.000   | ifpi.dk              |
| Deutschland (BVMI)                                                                           | —       | —        | 2× Platin2   | 600.000   | musikindustrie.de    |
| Italien (FIMI)                                                                               | —       | —        | Platin1      | 30.000    | fimi.it              |
| Japan (RIAJ)                                                                                 | —       | 2× Gold2 | —            | 200.000   | riaj.or.jp           |
| Neuseeland (RMNZ)                                                                            | —       | Gold1    | 4× Platin4   | 127.500   | radioscope.co.nz NZ2 |
| Österreich (IFPI)                                                                            | —       | Gold1    | —            | 15.000    | ifpi.at              |
| Spanien (Promusicae)                                                                         | —       | —        | Platin1      | 60.000    | elportaldemusica.es  |
| Vereinigte Staaten (RIAA)                                                                    | —       | 3× Gold3 | 3× Platin3   | 4.500.000 | riaa.com             |
| Vereinigtes Königreich (BPI)                                                                 | Silber1 | —        | 3× Platin3   | 2.000.000 | bpi.co.uk            |
| Insgesamt                                                                                    | Silber1 | 8× Gold8 | 19× Platin19 |           |                      |